# HCG 87
HCG 87 è un gruppo di galassie compatto che fa parte del catalogo Hickson Compact Group. È situato alla distanza di circa 400 milioni di anni luce in direzione della costellazione del Capricorno.
Questo gruppo si distingue per essere uno dei più compatti gruppi di galassie, ospitando due galassie attive, mostrando un'attività di intensa formazione stellare in tre membri, presentando anche segni di interazione. Questa interazione viene considerata dagli astronomi “intrigante” e viene studiata al fine di comprendere l'influenza dei nuclei galattici attivi sulla formazione stellare.
Il membro di maggiori dimensioni è la galassia spirale HCG 87a.

## Membri del gruppo
| Nome    | Tipo       | Ra (J2000)    | Dec (J2000)  | Redshift (km/s) | Magnitudo apparente |
| ------- | ---------- | ------------- | ------------ | --------------- | ------------------- |
| HCG 87a | S0 pec     | 20h 48m 15.0s | -19° 50′ 58″ | 8443 ± 14       | 15.3                |
| HCG 87b | SA(r)0 pec | 20h 48m 10.9s | -19° 51′ 23″ | 8740 ± 20       | 15.4                |
| HCG 87c | Sb         | 20h 48m 12.0s | -19° 49′ 56″ | 8914 ± 7        | 16.1                |
| HCG 87d | Sd         | 20h 48m 12.8s | -19° 50′ 46″ | 10200 ± 160     | 17.8                |